# Meliboeus algiricus
Meliboeus algiricus es una especie de escarabajo barrenador metálico del género Meliboeus, familia Buprestidae, orden Coleoptera.

## Taxonomía
Fue descrita por Théry en 1930 y publicada en Théry A. Études sur les Buprestides de l'Afrique du nord. Mémoires de la Société des Sciences Naturelles du Maroc 19(1928):1-586. (1930).